# Gran Turismo 4 Prologue
Gran Turismo 4 Prologue (グランツーリスモ4プロローグ guran tsūrisumo fō purorōgu), es el prólogo del Gran Turismo 4. Es un videojuego secundario dentro de la saga Gran Turismo. El juego está desarrollado por Polyphony Digital y fue lanzado en formato DVD que incluía un DVD extra de vídeo. El juego fue lanzado el 4 de diciembre de 2003 en Japón y el sudeste asiático, el 15 de enero de 2004 en Corea y el 26 de mayo de 2004 en Europa. El juego no fue lanzado para el mercado norteamericano.
Aunque el número de circuitos y coches fue limitado, el disco contenía todas las características principales de la franquicia Gran Turismo: carreras, retos contrarreloj y pruebas para licencia. El disco también demostraba el adelanto de tecnología que Polyphony Digital había acumulado en dos años presentando 50 de los 500 coches que inicialmente se habían propuesto (después se incrementó a 720) y 5 circuitos.
Sus ventas son de 1,4 millones de copias hasta diciembre del 2011.
- Datos: Q3175685